# Paul Friedländer (kemist)
Paul Friedländer, född den 29 augusti 1857 i Königsberg (nuvarande Kaliningrad), död den 4 september 1923 i Darmstadt, var en tysk kemist, son till Ludwig Friedländer. 
Friedländer studerade kemi vid universiteten i Königsberg, Straßburg och München, där han var Adolf von Baeyers assistent. Han var högskolelärare i Karlsruhe, Wien och Darmstadt och forskade framför allt om färgämnen. Han upptäckte  thioindigo, för vilket han 1908 erhöll Ignaz Lieben-priset. Ur purpursnäckan isolerade han 1909 i Wien det naturliga färgämnet purpur. År 1911 fick han som förste pristagare guldmedaljen Adolf-von-Baeyer-Denkmünze.